# 勒茲博耶尼鄉 (尼亞姆茨縣)

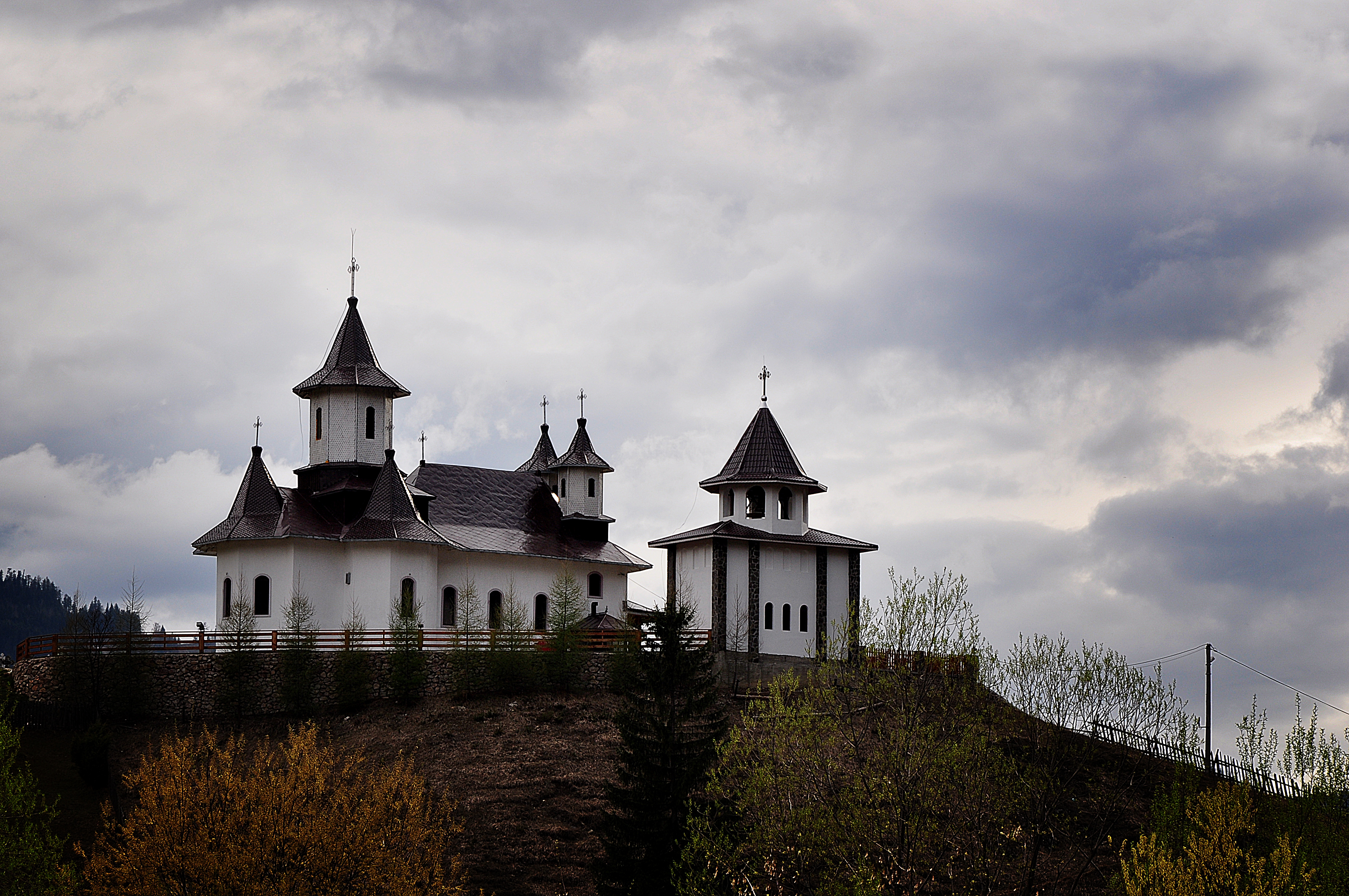

47°04′04″N 26°33′27″E / 47.0679°N 26.5575°E
勒茲博耶尼鄉（羅馬尼亞語：Comuna Războieni, Neamț），是羅馬尼亞的鄉份，位於該國東北部，由尼亞姆茨縣負責管轄，面積22平方公里，海拔高度351米，2007年人口2,296，人口密度每平方公里103人。